# مراد عماره
مراد عماره (انگلیسی: Mourad Amara؛ زادهٔ ۱۹ فوریهٔ ۱۹۵۹) یک بازیکن فوتبال اهل الجزایر است.
از باشگاه‌هایی که در آن بازی کرده‌است می‌توان به باشگاه فوتبال القبائل اشاره کرد. وی عضو تیم ملی فوتبال الجزایر در جام جهانی فوتبال ۱۹۸۲ و ۱۹۸۶ بوده است.